# Wicklesgreuth
Wicklesgreuth is een plaats in de Duitse gemeente Petersaurach, deelstaat Beieren.